# Мурзинская улица (Санкт-Петербург)
Мурзи́нская улица — улица в Невском районе Санкт-Петербурга. Проходит от проспекта Обуховской обороны в направлении линии Октябрьской железной дороги.

## История
Первоначальное название Павловская улица возникло в 1930-е годы, происходит, возможно, от имени домовладельца. В то время это была небольшая улица, находившаяся поблизости от начала Шлиссельбургского проспекта и проходила по правому берегу (а не по левому, как сейчас) берегу реки Мурзинки.
Современное название Мурзинская улица присвоено 12 ноября 1962 года по реке Мурзинке. Современные границы обрела 23 февраля 1987 года.

## Достопримечательности
- Основание башенного ДОТа (башня — вероятно от танка Т-26)